# Ponte Serrada
Ponte Serrada é um município localizado no estado de Santa Catarina, na região Sul do Brasil. Sua população, conforme o Censo Demográfico de 2022, realizado pelo IBGE, é de 10.649 habitantes. Com uma área de 560,731 km², ostenta o título de Capital Catarinense da Erva-Mate.
Situa-se na Região Geográfica Imediata de Xanxerê e na Região Geográfica Intermediária de Chapecó, no oeste catarinense. Sua distância até a capital estadual, Florianópolis, é de 465 km. Sua economia se baseia na produção de grãos, principalmente milho e soja.

## Geografia
O município de Ponte Serrada está localizado na região Oeste do estado de Santa Catarina.Pertencente a microrregião da AMAI (Associação dos Municípios do Alto Irani), a uma distância de 465 km de Florianópolis. 
Com área de 560,731 quilômetros quadrados, está a uma Latitude 26º 52" 18" Sul e Longitude 52º 00" 57" Oeste. A cidade está situada a uma altitude de 1100 metros acima do nível do mar.
Os limites geográficos do município são: 
Norte: Passos Maia e Água Doce, 
Sul: Lindóia do Sul e Irani,
Leste: Vargem Bonita,
Oeste: Ipumirim e Vargeão.

## Topônimo
A origem do nome surgiu quando os colonos que residiam nela juntamente com os tropeiros que passavam pela região decidiram construir uma ponte de madeira serrada a mão. Assim originando o nome do município que antes era conhecido como Pouso dos Tropeiros.

## História
O município de Ponte Serrada teve o seu inicio em 1917, pela colonização de antigos moradores a maioria descendentes de Italianos que vieram do Estado do Rio Grande do Sul, atraídos pelas riquezas naturais, entre elas o Pinheiro Araucária, a imbuia, a canela, e outras, bem como a erva-mate.
Os tropeiros que passavam por esta região em caravanas, juntamente com os colonos que residiam nela, decidiram construir uma ponte, que foi feita de madeira serrada a mão, quanto que, até então, todas eram feitas de tábuas e vigas lascadas, assim originando o nome do município, antes conhecido como Pouso dos Tropeiros.
Em 1924, instalou-se a empresa colonizadora Ângelo de Carli e Irmãos, começando então a chegar os colonizadores iniciando assim o desenvolvimento da comunidade.
Pelo decreto-lei nº 238 de dezembro de 1938, foi criado o distrito pertencente ao município de cruzeiro, sendo seu 1º intendente o senhor Julio Coletti, seguindo-se pelo senhor Juvino Santana Branco.
O município de Ponte Serrada foi criado pela lei nº 348/58 em 21 de junho de 1958 e instalado no dia 27 de julho de 1958. A comarca foi instalada com jurisdição sobre os municípios de Ponte Serrada, Vargeão e Irani. Posteriormente Irani transferiu-se para a comarca de Concórdia e com a criação do município de Passos Maia, hoje a comarca é formada pelos municípios de Ponte Serrada, Vargeão, e Passos Maia.

## Demografia
Sua população, conforme a contagem do Censo de 2022, é de 10.649 habitantes. O município apresenta decréscimo populacional, tendo diminuído sua população com relação ao Censo de 2010, quando possuía 11.031 habitantes.

## Principais atividades econômicas
Com PIB em 2014 na ordem de R$ 210.409.500,00 e PIB per capita de R$ 18.448,88 segundo o IBGE. Também se destaca por estar em um ponto estratégico da região oeste do estado. 

### Agropecuária
Ponte Serrada é considerada a Capital Catarinense da Erva-Mate, a maioria das propriedades rurais possui um pé de erva-mate, a qual é comercializada nas ervateiras do próprio município e de outras cidades.
A produção de grãos tem grande importância no município, e grande potencial de crescimento da produção e expansão de áreas, especialmente quando se refere a milho e soja. O milho ganha força entre os pequenos produtores, já a soja, é em geral produzida pelos grandes produtores, os quais possuem grandes áreas mecanizadas e implementos.
Os grãos em sua maioria são comercializados nas cooperativas da região como Copérdia, Coperalfa e Coperio.
O município é considerado a Capital Catarinense da Erva-Mate e faz juz ao nome, a maioria das propriedades rurais possui algum pé da planta com produção de erva-mate, a qual é comercializada nas três ervateiras do município e em outras da região.
Na pecuária a bovinocultura de corte tem sua importância entre os grandes produtores e em alguns pequenos produtores, porém está perdendo espaço para a suinocultura e avicultura integrada, na forma de parceria. As duas atividades são de alguma forma novas no município com grande potencial de crescimento. A suinocultura não integrada já foi uma atividade de grande participação na economia do município, porém vem decrescendo bastante devido as fortes crises passadas pelos produtores.
A produção de suínos é destinada para o município de Concórdia onde são abatidos e processados por agroindústrias ali instaladas.
No município existe uma granja núcleo de suínos, a qual é multiplicadora de matrizes para a região sul.
A avicultura de corte é relativamente nova no município, porém muito crescente onde sua produção é escoada para Chapecó.
A bovinocultura de leite é a atividade crescente entre os pequenos produtores, onde esta atividade se torna, na maioria das vezes, a principal atividade econômica das famílias agricultoras. A produção de leite é comercializada pela cooperativa (Copérdia) e pela Frimesa.
Na fruticultura o município se mostra com potencial na produção vitivinífera, a qual vem crescendo em algumas comunidades do município que já tem produção de uva e vinho.

## Turismo
A gastronomia e as belezas naturais são os principais atrativos de Ponte Serrada. O município está situado no corredor do Mercosul, na Rota do Chimarrão. Ponte Serrada proporciona aos turistas vindos do Rio Grande do Sul, Litoral, Extremo Oeste de Santa Catarina, Argentina e Paraguai uma estrutura gastronômica muito boa, além de suas belezas naturais, como matas, pinheirais, cachoeiras e trilhas ecológicas.
- Cachoeira do Vicenzi: Cachoeira com 74 metros de altura, considerada a de maior altitude da região.

- Santuário Nossa Senhora Aparecida: Localizado no Morro das Três Cruzes, o santuário ainda está em construção.  Atualmente no topo do morro há a imagem de Nossa Senhora Aparecida, de 17 metros e o portal que dá acesso ao santuário. Ainda uma capela deverá ser construída.

- Parque Nacional das Araucárias: O Parque Nacional das Araucárias é uma unidade de conservação brasileira de proteção integral à natureza situada nos municípios catarinenses de Passos Maia e Ponte Serrada.

- CTG - Pouso dos Tropeiros.

## Acessos

### Acesso Rodoviário
- Rodovia federal BR-282
- Rodovia federal BR-153 (Transbrasiliana)
- Rodovia estadual SC-154

### Acesso Aeroviário
- Aeroporto de Xanxerê (para aeronaves de pequeno porte), com uma distância de 43 quilômetros de Ponte Serrada
- Aeroporto de Chapecó, distante 90 quilômetros de Ponte Serrada
- Aeroporto de Concórdia, distante 65 quilômetros
- Aeroporto de Joaçaba, distante 76 quilômetros

## Condições Físico-naturais

### Relevo, Solo e Subsolo
O Município encontra-se dentro da serra geral, pertencente ao grupo geológico denominado São Bento, constituído basicamente por rochas vulcânicas e vulcanismos bansáticos, possui relevo forte ondulado com terra roxa estruturada.

#### Hidrografia
A Bacia hidrográfica do Município é formada pelos Rios denominados Irani, Ressaca, Baia e Rio do Mato.

#### Clima
O Clima de Ponte Serrada é mesotérmico úmido com versões quentes e invernos frios, sendo a sua temperatura média anual de 17,3 ºC.

#### Pluviosidade
A precipitação total anual de Ponte Serrada e região è de 1.930 mm, com as seguintes distribuições 26% no verão, 24% no outono, 24% no inverno e 26 % na primavera.

#### Vegetação
O Município de Ponte Serrada possui floresta Ombrófila mista em quase toda a totalidade da área, intercalando com algumas áreas de campo, florestas montanhosas.
A floresta de ombrófila e representada por Pinheiro Araucária, imbuía, Angico Vermelho, Maria Preta, Cedro, Canelas e Erva-Mate. Existe uma grande área de reflorestamento com espécies de valor econômico, gramínea lenhosas com florestas de galeria, agriculturas e culturas cíclicas.

#### Clima e Relevo
O relevo apresenta uma topografia 10% plana, 30 % ondulada, 40 % fortemente ondulada e 20 % acidentada.
O Clima do Município, segundo Koeppen, classifica-se como temperado frio, apresentando uma temperatura média anual de 18,9º C e um índice pluviométrico de 2.200 mm.

#### Recursos hídricos
Quanto a hidrografia do município, o mesmo é banhado pela bacia do Rio Irani, com seus afluentes, sendo eles: Rio baia, Rio Ressaca, Rio Guaporé, Lajeado Ponte Serrada, Rio do Mato.
A água usada no abastecimento municipal é de um riacho com nascente dentro do município com água de boa qualidade e quantidade, que em geral não sofre com a falta de água e estiagens.

#### Biodiversidade
A cobertura vegetal nativa é formada por Mata Umbrófila Mista. 
Nota-se a presença de várias espécies de animais silvestres, com maior importância para a capivara, tateto, tatus, veado campeiro entre outros. Existem também no município, os chamados corredores ecológicos, os quais tem a presença de várias espécies florestais principalmente a araucária.
Foi criado no dia 19 de outubro de 2005 pelo Governo Federal o Parque Nacional das Araucárias, abrangendo os município de Ponte Serrada e Passos Maia, com uma área de 12.841 hectares.
- DDD: 49
- CEP: 89.683-000[6]

## Meios de Comunicação Locais

### Televisão[12]

#### Analógico
- 8 VHF - NSC TV Chapecó (TV Globo)

- 13 VHF - NDTV Chapecó (RecordTV)
- 50 VHF - TV Barriga Verde (TV Bandeirantes)

#### Digital
- 7.1 (31 UHF) - Record News Santa Catarina (Record News)
- 8.1 (42 UHF) - NSC TV Chapecó (TV Globo)
- 10.1 (30 UHF) - NDTV Chapecó (RecordTV)

#### Rádio
- FM 92.7 MHz - Rádio Nambá
- FM 104.9 MHz - Faixa Comunitária

## Educação
- UNINTER
- UDESC

## Religião
Atualmente a cidade possui algumas igrejas além da Igreja Matriz Santo Antônio de Pádua.

## Administração Municipal
O Prefeito municipal é Alceu Alberto Wrubel (o Tibe), filiado ao MDB. 
A vice-prefeita é Fernanda Silveira Chagas (Fernanda Paglia), filiada ao PR.

## Câmara Municipal
Vereadores 2017-2020
- Adenir Freitas (PP)
- Edivan Antonio Panizzi (MDB)
- Evandro Pavan (MDB)
- Gilson Damaceno (PP)
- Julio Cesar Páglia (PRB)
- Marcelo Tadeu Wrubel (PP)
- Milena Aparecida da Silva (PSD)
- Olivo Cortelini (MDB) e
- Rubia Caroline Wrubel (PSDB)

## Brasão e bandeira

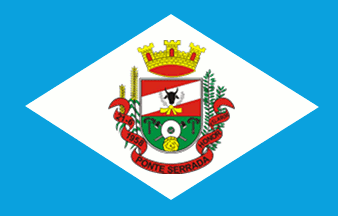
Bandeira
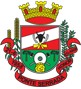
Brasão

## Cidadãos ilustres
- Jandir Bellini, prefeito de Itajaí, SC
- Luiz Carlos Pissetti, advogado, vereador e três vezes presidente da Câmara de Vereadores em Itajaí; foi procurador geral do município e secretário de Planejamento Orçamento e Gestão